# Leonard Schatzman
Leonard Schatzman – amerykański socjolog, współpracownik Anselma Straussa. Badacz terenowy, metodolog, autor koncepcji tzw. 'wymiarowania' (ang. dimensionalising).
Współautor książki Field Research, Englewood Cliffs, N.J.: Prentice Hall, Inc. (wraz z A. Straussem).